# Nguyễn Hữu Tiến (nhà nghiên cứu)
Nguyễn Hữu Tiến (阮有進, 1875-1941), hiệu Đông Châu (東洲). là một nhà nghiên cứu cộng tác đắc lực với tạp chí Nam Phong.
Quê ở làng Đông Ngạc, huyện Từ Liêm, tỉnh Hà Đông (nay thuộc Hà Nội), ông xuất thân từ Nho học. Phần lớn công trình nghiên cứu của ông đều công bố trên tạp chí Nam Phong trước khi in thành sách.
Các công trình của ông là những chuyên luận về lịch sử, địa lý, phong tục, luân lý, tôn giáo và văn chương Việt Nam và Trung Quốc. Ông có công rất lớn và sớm nhất trong việc giúp người Việt Nam am hiểu các học thuyết, văn chương, triết lý, Trung Quốc học.
Nguyễn Hữu Tiến còn là một tác giả về các danh nhân, thi sĩ Việt Nam.
Ông mất năm 1941 tại Hà Nội, thọ 66 tuổi.

## Sự nghiệp

### Phiên dịch
Ông từng làm phiên dịch cho Nhà xuất bản Đông Kinh ấn quán.

### Viết báo
Năm 1917, ở trong Ban biên tập tạp chí "Nam phong", khảo cứu, biên soạn, dịch thuật về văn hóa, văn học Việt Nam và Trung Quốc, suốt 17 năm. Nguyễn Hữu Tiến là một trong những người đầu tiên sưu tầm, chọn lọc thơ văn cổ Việt Nam, đăng báo.
Có chương giảng về luật làm thơ, đủ các thể, kèm theo 100 bài mẫu, hợp thành cuốn "Cổ xúy nguyên âm" (1917). Ông còn giữ mục "Nam âm thi văn khảo biện", "Tồn cổ lục", "Việt Nam tổ quốc túy ngôn", bước đầu nghiên cứu các tác gia Việt Nam: Nguyễn Gia Thiều, Nguyễn Hữu Chỉnh, Nguyễn Công Trứ, Nguyễn Khuyến, Dương Khuê ("Nam Phong", 1929).

## Một số tác phẩm của ông

### Văn học
- Việt văn hợp tuyển giảng nghĩa (1925) cùng soạn với Lê Thành Ý là tác phẩm đầu tiên về loại hợp tuyển
- Giai nhân di mặc (1917): Lần đầu giới thiệu sự tích và thơ Hồ Xuân Hương (Nhà xuất bản Đông Kinh ấn quán, Hà Nội)
- Cổ xúy nguyên âm: Lối văn thơ nôm (Nhà xuất bản Đông Kinh ấn quán, Hà Nội)
- Bản dịch Vũ trung tùy bút đăng trên Nam Phong tạp chí (1927-1928).(Có giá trị cung cấp nhiều tư liệu về xã hội Việt Nam cuối đời Lê - Trịnh.
- Bản dịch "Lĩnh Nam dật sử" ("Nam Phong", 1921).

### Tuồng
- Soạn vở tuồng "Đông A song phụng" (1916), đề cao Trần Hưng Đạo và Phạm Ngũ Lão qua cuộc tình duyên giữa Nguyên quận chúa và vị anh hùng chống ngoại xâm xuất thân dân dã.

### Nho giáo
- Mạnh Tử quốc văn giải thích" (1924 - 31)
- "Luận ngữ quốc văn giải thích" (1931 - 33), cùng soạn với Nguyễn Đôn Phục

## Nhận xét
Đóng góp của Nguyễn Hữu Tiến cho nền "quốc văn mới" của Việt Nam giai đoạn đầu thế kỉ 20 là rất quan trọng.